# Apostol Karamitev
Apostol Karamitev (in bulgaro Апостол Карамитев?; Burgas, 17 ottobre 1923 – Sofia, 9 novembre 1973) è stato un attore bulgaro, attivo negli anni '50 e '60.

## Biografia
Finì di studiare recitazione sotto la guida di Boyan Danovski e successivamente si specializzò a Mosca, San Pietroburgo, Praga e Varsavia. Il suo debutto avvenne in Utro nad Rodinata (Dawn Over the Fatherland) nel 1951. Recitò inoltre per Sergej Vasil'ev in Geroite na Shipka del 1955, film che andò a Cannes. L'anno dopo, nel 1956, recitò in Tova se sluchi na ulitzata e la sua interpretazione gli valse il premio onorario al Festival internazionale del cinema di Karlovy Vary dello stesso anno.
Tuttavia il suo ruolo più famoso è forse quello dei fratelli gemelli Radosvet e Radostin nel classico bianco e nero Lyubimetz 13 (Favourite #13) del 1958.
Morì prematuramente a cinquant'anni durante le riprese del film Svatbite na Yoan Asen (The Weddings of King Yoan Asen), in cui interpretava il protagonista Yoan Asen; così Kosta Conev, che già interpretava suo fratello, dovette impersonare entrambi i ruoli e terminare il progetto.